# Windows 1.0
A Microsoft Windows 1.0 (eredetileg csak Windows), a számítástechnikában a Microsoft Windows grafikus felhasználói felület legelső verziója. Az 1983-ban bejelentett termék 1985-ben jelent meg, és egy új szoftverkörnyezetet biztosított személyi számítógépekre, amelyben olyan alkalmazásokat lehetett fejleszteni és futtatni, melyek bitképeket jelenítettek meg, és olyan mutatóeszközöket használtak, mint például az egér.
A Windows előtt a számítógépek felhasználói általában az MS-DOS-t használták, melyben szöveges parancsokkal vezérelték a számítógépet. A legismertebb grafikus környezet, melynek felülete először alkalmazta a grafika, az ablakok, az ikonok, a gombok koncepcióit, és a felhasználó egérrel adhatta ki parancsait, a GEM volt, mely a Windows 3.0 megjelenéséig általánosan elterjedt volt, főként a kiadványszerkesztéssel foglalkozók köreiben. A Windows 1.0 képességei kísérteties hasonlóságokat mutatnak a Digital Research eme felületével.
A Windowsban (mint a többi grafikus felhasználói felülettel rendelkező rendszerben) a felhasználók egér használatával adhatták ki a parancsaikat (például indíthattak el alkalmazásokat). Ez a Windows az MS-DOS Executive nevű rendszerhéjprogramra épült.
A Windowsban több egyszerre futó alkalmazás között is lehetett váltani. A Windows 1.0 magában foglalt néhány asztali alkalmazást, beleértve egy MS-DOS fájlkezelő alkalmazást, egy órát, egy naptárat, egy kartotékkezelőt és távközlési programokat, melyek a felhasználók napi munkájának segítésére szolgáltak.
További kiadott 1.x-es verziók voltak még az 1.01, az 1.03 és az 1.04.
A Windows későbbi, továbbfejlesztett változata a Windows 2.0 volt.